# 耶稣与玛丽链
耶稣与玛丽链（英語：The Jesus and Mary Chain）是一支苏格兰另类摇滚乐队，于1983年在東基爾布萊德组建。乐队以吉姆和威廉·里德兄弟的合作歌曲创作为核心，两兄弟也是乐队至今仅剩的创始成员。他们被认作瞪鞋搖滾和噪音流行子流派发展历程上的关键人物。乐队至今的生涯已经有12首歌曲进入英國單曲排行榜前40，其中2首成为了前10热曲。
里德兄弟组建的最初阵容招募了道格拉斯·哈特作为贝斯手，默里·达格利什作为鼓手。在签约独立厂牌创造唱片后，他们在1984年发行了他们的第一支单曲《颠倒》。博比·吉莱斯皮随后取代了达格利什的位置。他们的首张专辑《塞口糖》于1985年在主流厂牌华纳发行，获得了评论界的好评。专辑发行后，吉莱斯皮离开转而专注于自己的乐队原始吶喊。乐队在1987年发行的第二张《暗黑之地》是他们商业上最成功的专辑，在英國專輯排行榜上排名第5，并产出了热门单曲《四月天》，该曲在英国最高达到过第8。这是乐队唯一一张进入前十的专辑。乐队在1989年发行了第三张专辑《自动》，其中的单曲《枪口中的蓝调》和《迎头而上》成为了他们在美国的首支入榜单曲。哈特在两年后离开了乐队。
耶稣与玛丽链随后在1992年发行了专辑《甜蜜已逝》，在1994年发行了专辑《石化与废黜》，继续保持在美国的流行度。《石化与废黜》中的《时而永远》成为了乐队在美国最成功的单曲，最高在告示牌百大單曲榜排名第94位。乐队在与华纳合作了十年后离开，随后在美国与Sub Pop签约，并在英国重新签约创造唱片，发行了1998年的专辑《芒基》。乐队在1998年因为一场在舞台上的争执而解散，威廉·里德在与醉酒的吉姆·里德打架后提前离开了巡演。他们在2007年重组，并于2017年发行了第七张专辑《伤害与喜悦》，这是他们19年来的第一张录音室专辑。他们的下一张专辑《格拉斯哥之眼》于2024年发行，成为了乐队自1988年以来在英国的首张前十专辑。

## 经历

### 早年
吉姆和威廉·雷德兄弟在1980年代初组建了一支乐队，源于他们对当时音乐的不满，他们表示：“正是收音机里播放的那些垃圾让我们想组一支乐队。”这对他们来说恰逢其时，正如威廉所说：“时机刚刚好，因为当时几乎没有吉他乐队。大家都在做电子流行音乐。”在组建乐队之前，兄弟俩靠领取失业金度过了五年，这期间他们在家中创作和录制歌曲，并构思乐队的声音和形象。乐队最初名为The Poppy Seeds，后更名为Death of Joey，他们起初告诉记者，他们最终的名字来自一部冰·哥罗士比电影中的一句台词，但六个月后承认这并非事实。另有说法认为，这个名字来源于某款早餐麦片的促销活动，顾客可以寄送兑换一条金色的“Jesus & Mary”链。由于兄弟俩都不愿担任主唱，他们通过掷硬币决定由吉姆来担任。
兄弟俩于1983年开始录制歌曲并向唱片公司寄送小样（使用一台Portastudio录音机，该设备由他们的父亲用自己因裁员失业后获得的300英镑购得），到1984年初，他们已招募了贝斯手道格拉斯·哈特和年仅十几岁的鼓手默里·达格利什。他们早期的音乐受到地下丝绒、丑角合唱团和香格里拉乐队的影响。威廉在1985年曾表示：“我们都喜欢香格里拉乐队，总有一天我们要做出香格里拉乐队风格的唱片。”吉姆则提到自己喜欢平克·弗洛伊德、苏西与女妖、顽童合唱团、被摧毁的新建筑以及马迪·沃特斯。他们早期的demo风格类似于雷蒙斯，这促使兄弟俩在音乐中加入新的元素。威廉解释道：“这就是我们开始使用噪音和反馈的原因。我们想做出听起来与众不同的唱片。”他们于1984年初开始现场演出。在早期的演出中，威廉·雷德的吉他通常是不调音的，而达格利什的鼓组仅由两个鼓组成，哈特的贝斯原本只有三根弦，到1985年时已减少到两根。正如哈特所说：“我用的是那两根弦。我的意思是，花钱再买两根有什么他妈的意义？两根就够了。”
由于难以获得演出机会，乐队只好自称是助演乐队，在演出结束后匆匆离场。由于未能引起苏格兰音乐会发起人和唱片公司的兴趣，乐队于1984年5月搬迁到伦敦富勒姆，不久之后，他们的样带被博比·吉莱斯皮交给了苏格兰同乡艾伦·麦吉。麦吉随后在1984年6月为乐队在伦敦的Living Room举办了一场演出。在听了乐队的试音后，麦基在自己的创造唱片唱片公司与乐队签订了一次性合约，麦基也成为了乐队的经理人。他们的首支单曲《颠倒》于10月录制，11月发行。这次录音由乔·福斯特制作，但麦吉对福斯特的工作不满意，于是重新混音了A面，但B面翻唱的西德·巴雷特歌曲《蔬菜人》仍然署名福斯特。乐队在这段时间开始引起音乐界的关注，《新音乐快递》的尼尔·泰勒称他们为“世界上最好的乐队”。
达格利什在1984年11月因为一场关于钱的争执离开了乐队，不久后被吉莱斯皮取代，吉莱斯皮此前于1982年组建了原始吶喊。《颠倒》在1985年2月和3月两次登上了英国独立榜榜首，并在榜上停留了76周，总共售出了约3.5万张，成为了20世纪80年代最畅销的独立音乐单曲之一。
在早期演出中，乐队面向小群观众，演奏时间很短，通常依赖于安非他命且只有20分钟，背对观众，拒绝与观众交流。1984年12月底，乐队在當代藝術學院摇滚周进行了演出。在他们的表演中，有人向舞台上扔瓶子，媒体夸大了事件，声称发生了暴乱，全国报纸《太阳报》刊登了一篇关于乐队的报道，集中报道了暴力和毒品，乐队被贴上了“新性手枪”的标签。这导致了几个地方政府禁止乐队在他们的地区演出。

### 《塞口糖》
《颠倒》的成功引起了华纳子公司白与黑唱片的兴趣，并在1985年初与乐队签约。乐队在2月份发行了单曲《从未理解》，该单曲在英国单曲排行榜上排名第47位。唱片公司最初拒绝发行单曲的B面曲《Suck》，但鉴于乐队提出的替代方案是《Jesus Fuck》，最终同意发行。乐队急切希望《Jesus Fuck》能够发行，麦基甚至为重新发行的《颠倒》进行了测试压片，B面曲为《Jesus Fuck》，但乐队坚持要白与黑将这首歌包括在他们的下一张单曲中。后续的《你绊倒了我》（You Trip Me Up）由于压片厂的工作人员拒绝压制含有这首歌（现改名为《Jesus Suck》）的单曲而被推迟。这张单曲于1985年6月发行，B面曲为《遥不可及》（Just Out of Reach）。约翰·皮尔让乐队在1985年2月为他的BBC广播一台节目录制了第二次演出（第一次演出在仅仅几个月前），同年3月乐队还在电视节目《口哨测试》和《The Tube》中亮相。白与黑发行的第三支单曲《就像蜜糖》于10月发行，这是他们迄今为止最成功的单曲，达到了第45位。
为了避免早期演出中的暴力事件，并为他们的歌曲提供一个没有失真和反馈的聆听机会，乐队计划进行几场不事先宣告的声学演出，作为音速青春的支持，但当计划泄露后，这一计划被放弃了。他们的首张专辑《塞口糖》于同年11月发行。该专辑融合了雷德兄弟的两大主要影响：丑角乐队和地下丝绒的吉他噪音与沙滩男孩、香格里拉乐队和菲尔·斯佩克特的流行歌曲创作和旋律；实际上，专辑的开篇歌曲《就像蜜糖》借用了罗尼特组合1963年经典歌曲《做我的宝贝》中哈尔·布莱恩著名的鼓声开头，该歌曲由Spector制作并共同创作。该唱片获得了一致好评，现在被认为是一个标志性录音。鼓手吉莱斯皮在1985年10月宣布离开乐队，以专注于原始呐喊。他录制了大部分《塞口糖》的鼓声，约翰·穆尔在吉莱斯皮无法出席时代替他，最终取代他加入乐队。约翰·洛德也在吉莱斯皮无法参加现场演出时担任临时鼓手。
1985年1月乐队签约白与黑时，有报道称他们偷了总经理罗布·迪肯斯（Rob Dickens）外套里的钱并毁坏了他的办公室，这些都是不真实的，但被经理麦吉视为很好的宣传。在1985年3月比利时电视台的一次演出中，乐队确实砸坏了布景和音响设备，但这是应电视制作人的要求。这种行为已成为乐队的惯例，许多演出都以雷德乐队砸毁设备而告终，观众也经常向舞台投掷弹丸，损坏设备。
1985年3月15日，耶稣与玛丽链乐队在北伦敦理工学院举行了一场演出，这是他们迄今为止观众最多的一次演出之一。组织者超额预订了场地，导致数百名歌迷被锁在外面。当吉列斯皮和哈特试图破锁时，警方被叫来了。助演乐队肉鞭在耶稣与玛丽链乐队上台前就引发了暴力事件，歌手保罗·麦克德莫特（Paul McDermott）向观众投掷了一个空酒瓶，促使四名观众袭击他，导致他们的演出被迫中止。第二个表演的茉莉水貂顺利完成了他们的演出，但耶稣与玛丽链乐队让观众等了一个多小时才上台，然后演出不到二十分钟就离开了舞台。观众开始向乐队隐藏在舞台幕布后面的地方投掷罐头，然后冲上舞台摧毁剩下的设备。暴力持续了一段时间，直到警方最终控制住了局势。场地将乐队迟到和两次设备故障归咎于此，而麦基则发表声明说，“观众并没有砸场子，他们是在砸流行音乐”，并接着说“这真的是恐怖主义般的艺术”。暴力很快开始妨碍乐队的发展，人们参加音乐会只是为了暴力而不是音乐，威廉评论道：“我讨厌它，我鄙视它。它妨碍了我们获得更多演出的机会，也妨碍了我们的形象。”1985年剩余的时间里，许多演出被取消，主办方或当地政府不愿冒险引发暴动。九月在康登鎮的电子舞厅的演出中，暴力再次爆发，演出期间有观众向乐队投掷瓶子，一部分观众摧毁了扩音设备并砸毁了灯光，导致一些人被飞溅的玻璃所伤。观众反应的一个主要因素是乐队当时表演的长度，吉姆解释说：“从来没有哪个乐队能表演得更久。” 歌曲数量的不足也是一个因素，吉姆说道：“我们的歌曲只足够表演这么长时间。”
在专辑在英国取得成功后，乐队在1985年底和1986年展开了美国巡演，随后是日本巡演。回到英国后，他们进行了英国巡演，这次没有早期演出中的麻烦。乐队在1985年11月为约翰·皮尔举办了一场简约的录音会，重新唤起了他们的原声音乐意图，包括《塞口糖》，这首原专辑的同名曲被排除在发行之外，还有《糖果闲聊》（Some Candy Talking），这是他们已经演奏了一年多的歌曲，但尚未收入专辑中。第二版《糖果闲聊》在1986年1月随《新音乐快递》免费EP发行，这首歌在7月作为乐队的下一张单曲发布。它在英國單曲排行榜上排名第13，但当BBC廣播一台DJ麦克·史密斯认定这首歌是在歌颂非法药物（乐队当时否认，但威廉一年后承认）并说服电台禁止播放时，引发了争议。

### 《暗黑之地》和《自动》
1986年9月，乐队与经理艾伦·麦吉分道扬镳，并在年底差点解散，因为吉姆·里德过于“疲劳”。约翰·摩尔已经成为正式成员，但转为节奏吉他手，前红皮乐队成员马丁·休斯短暂加入乐队（尽管他坚决否认曾加入），而前死者能舞打击乐手詹姆斯·平克接任鼓手。白与黑经理杰夫·特拉维斯接管了管理职责，乐队在12月回归，在伦敦基爾伯恩的国家舞厅进行了两场演出，首演了包括《四月天》和《Hit》在内的新歌。1987年初，他们进入录音室录制第二张专辑。这些录音会的第一个成果是在四月发行的《四月天》单曲，这也是乐队的第一支前十单曲。B面明显受到了海滩男孩的影响，其中包括《杀死冲浪城》（Kill Surf City），这是布莱恩·威尔逊的《冲浪城》的重新编曲。发行的其他介质还包括翻唱波·迪德利的《你爱谁？》（Who Do You Love?），致敬他的《博·迪德利即耶稣》（Bo Diddley is Jesus），以及罐头乐队的《蘑菇》现场版。《雨天快乐》是第二首专辑前单曲，深受史摩基·羅賓森的《My Girl》影响，但未能达到《四月天》的成功，仅排到第25位。乐队开始了另一次英国巡演，这次的演出时间延长到45分钟，虽然音乐媒体的反应不一。他们在没有鼓手的情况下进行巡演，而是使用了鼓机。
乐队的第二张专辑《暗黑之地》在巡演期间于9月发行，作家史蒂夫·泰勒称其为“光与影的完美结合”。以更旋律化的声音为特色，专辑几乎完全由里德兄弟自己录制，鼓机代替了真鼓，获得了英国音乐媒体的一致好评。专辑的同名主打歌在10月作为单曲发行，乐队因在ITV电视网音乐节目《罗西》上假唱表演失败而被赶下台。
乐队在1987年11月在多伦多的RPM俱乐部演出时声名狼藉，吉姆·里德在被观众中一群人全场嘲笑后，将话筒架向他们挥去，击中了一名观众的头部。吉姆被逮捕并在监狱里度过了一晚，然后获得保释，返回出庭的日期定在次年2月。他后来同意向救世軍慈善机构捐赠约500英镑，并向原告道歉，从而获得了釋放。
在案件悬而未决之际，乐队编译了一些B面曲目和稀有曲目，并于1988年4月以《带刺铁丝网之吻》发行。他们还选择了前一年11月在底特律演唱会的现场曲目进行发行，同时计划进一步的录音室工作。乐队前音响师和Biff Bang Pow!贝斯手戴夫·埃文斯（也曾在创造唱片的艾伦·麦吉和迪克·格林的乐队中担任贝斯手）被招募于1987年9月替代摩尔，后者成立了约翰·摩尔与快速路（John Moore and the Expressway）。理查德·托马斯于1988年初作为鼓手加入。在他加入之前，乐队在巡演中一直使用鼓机他们接下来在1988年3月发行了新录音《人行道》，随附一些现场曲目，一个月后发行了《带刺铁丝网之吻》（Barbed Wire Kisses）。那年晚些时候，他们为方糖乐队单曲《生日》做了混音。
1989年9月，乐队为滅跡合唱團的单曲《Drama!》提供了和声。
乐队的第三张录音室专辑《自动》于1989年10月发行，此时埃文斯已被本·卢里取代。这张专辑大量使用合成贝斯和鍵盤，没有像前两张专辑一样受到好评。它包含单曲《迎头而上》和《来自枪口的蓝调》。此时，原本与乐队相关的暴力几乎不存在，里德兄弟的挑衅和攻击性也减少了很多。1990年8月乐队发行《过山车》，并与我的血色情人节、恐龙二世和模糊进行了同名巡演。

### 1990年代
道格拉斯·哈特1988年开始在酸天使乐队（Acid Angels）兼职，并在1991年离开乐队，投身于电影制作事业，2006年重拾贝斯，加入了沙恩·艾丽斯组合、音量曲线和克里斯汀乐队（Cristine）。托马斯也退出乐队加入了叛徒声波。乐队的阵容在整个职业生涯中一直处于流动状态，鼓手、贝斯手和吉他手在需要时都在轮换，唯一不变的是雷德兄弟。雷德兄弟招募了前椋鸟乐队节奏组成员马修·帕金和巴里·布莱克勒来取代哈特和托马斯。
兄弟俩在1991年在南伦敦的象堡买了一家自己的录音室，并命名为“药店”（The Drugstore），并于1992年2月带来了新录音室的首批成果，他们的下一支单曲《敬畏》成为他们近五年来最成功的单曲，在英国排名第10。这首歌四处发射反馈声效和朋克摇滚的激烈态度，因其可能令人反感的歌词（提及JFK、耶稣的死亡）被BBC广播一台和《流行之巅》禁播。此单曲发布后是专辑《甜蜜已逝》（1992年），该专辑收到了褒贬不一的评价。为了支持这张专辑，他们进行了过山车巡演，随后乐队专注于打开美国市场，包括在大卫·莱特曼的节目中亮相，并作为Lollapalooza阵容的一部分进行巡演，威廉后来形容这次巡演是“我们生命中最糟糕的经历”，随后进行了他们自己的巡演。1992年12月，雷德兄弟再次失去了他们的节奏组，本·卢里回归，史蒂夫·蒙蒂加入担任鼓手。1993年又发行了一张合集《速度之声》，然后他们返回录音室录制第五张正式专辑《石化与废黜》，该专辑于1994年发行，并邀请了沙恩·麦高恩和威廉当时的女友霍普·桑多瓦尔客座。该专辑原本计划为一张原声专辑，但因为吉姆的话，“我们不能用原声吉他做出足够有趣的东西来制作一张专辑”。1995年由American唱片发行的EP中，乐队发布了一些新作和B面曲目，后来这些曲目被收录在专辑《芒基》中。
1995年合集《讨厌摇滚》发行后，乐队与他们合作了十多年的唱片公司白与黑分道扬镳，并重新签约他们的原唱片公司创造唱片，以及美国的Sub Pop。乐队现在包括前Lush贝斯手菲尔·金。他们随后录制了1998年的专辑《芒基》，这也成为乐队解散前的最后一张专辑。《Munki》是乐队发行的商业上最不成功的专辑，在英国专辑排行榜上最高排名第47。专辑中，雷德兄弟的妹妹（Linda）在歌曲《莫·塔克》（Mo Tucker）中演唱，霍普·桑多瓦尔的声音则出现在《香水》（Perfume）中。

#### 解散
尽管直到1999年10月分裂才正式宣布，但在1998年9月12日，威廉在他们即将于著名的洛杉矶布鲁斯之屋举办的一场售罄演出前，与吉他手卢里在巡演巴士上发生了争执。吉姆登台时显然喝醉了，几乎无法站立或唱歌。威廉在他们的演出开始约15分钟后离开了舞台，演出结束。观众后来得以退票。乐队在没有威廉的情况下完成了他们在美国和日本的演出，但从那时起，很明显乐队已经走到了尽头。吉姆·雷德在2006年谈到他与威廉之间的紧张关系时说：“每次巡演后我们都想杀了对方，而在最后一次巡演后我们试图这么做”。在巡演的最后一晚，在普罗维登斯，乐队的推广人员带着钱逃跑了，乐队据说与表演《大河之舞》的演员们打了一架。

### 单飞
乐队解散后，威廉·雷德以Lazycame的名义开始了个人事业——他在1998年4月已经发行了一张个人EP。吉姆·雷德则与卢里、前枪支俱乐部乐队贝斯手罗米·莫里（Romi Mori）和布鲁特斯伯爵乐队鼓手尼克·桑德森共同创立了自由之热，但这两项事业都没有引起太多关注，也没有获得成功。2005年10月，雷德兄弟宣布重聚；吉姆·雷德与他的妻子朱莉·巴伯（Julie Barber）合唱的歌曲《秘密之歌》（Song for a Secret），同琳达的《Can't Stop The Rock》一起作为单曲发行，这首歌是威廉和兄弟俩的妹妹琳达共同创作和制作的。该单曲由晶体管唱片（Transistor Records）于10月17日发行。 吉姆在2005年10月13日的约翰·皮尔日，在伦敦Sonic Cathedral俱乐部举办了一场非常罕见的个人演出，推广他的单曲一面。他以演唱乐队早期的经典歌曲《从未理解》结束了这次演出。吉姆还在一些低调的演出中与一支新乐队演奏新作品，该乐队成员包括吉他手菲尔·金、鼓手洛兹·科尔伯特（Ride乐队）和贝斯手马克·克罗泽（国际飞行爱好者乐队）。
2006年，Rhino唱片重新发行了五张专辑：《塞口糖》、《暗黑之地》、《自动》、《甜蜜已逝》和《石化与废黜》，每张专辑都附带包含三支宣传视频的DVD。

### 重组：2007年至今
耶稣与玛丽链于2007年4月27日在科切拉音乐节重聚演出。演唱《就像蜜糖》时，曾在电影《迷失东京》中出演的斯嘉丽·约翰逊与乐队一起在主舞台上表演。乐队在前一天在加利福尼亚州波莫纳进行了一场热身演出，Giant Drag乐队的安妮·哈迪作为嘉宾登场。乐队自重组以来的首次英国演出则是在6月的Meltdown音乐节。
2007年6月，吉姆·雷德透露乐队正在制作新专辑。2008年3月，乐队为NBC电视剧《英雄》的原声带发布了《一切都会过去》（All Things Must Pass），这是他们自1998年以来的第一首新歌。2008年9月，Rhino唱片发行了4张CD合集《消极思维的力量：B面和稀有曲目》。2010年，精选专辑《颠倒：耶稣与玛丽链精选》由Music Club Deluxe发行。
2012年，乐队在北美巡演，并于5月首次在中国演出。乐队成员包括吉他手约翰·穆尔和韦恩之泉鼓手布赖恩·扬，代替了洛兹·科尔伯特。从乐队10月的特拉维夫演出开始，马克·克罗泽取代了穆尔。2013年，乐队30周年纪念的全套黑胶唱片集《黑胶全集》由Demon Music Group发行。2014年，乐队成为艾伦·麦吉重新成立的Creation Management的首个签约对象。乐队在2015年演奏了整张《塞口糖》，以庆祝该专辑30周年。
2015年9月， 吉姆·雷德宣布乐队正在录制自1998年以来的首张录音室专辑。这张专辑名为《伤害与喜悦》，由“青年”制作，并于2017年3月24日发行。2017年8月24日，博比·吉莱斯皮在葡萄牙摩尔人村音乐节的表演中与乐队重聚，演奏了三首《塞口糖》中的歌曲。在2018年秋季，他们为九寸钉乐团的“Cold and Black and Infinite”北美巡演开场。乐队宣布了在2020年3月和4月进行的“暗黑之地”欧洲巡演，最终推迟到2021年11月和12月。2021年6月，乐队起诉华纳音乐集团，寻求控制其首张专辑《塞口糖》及后续专辑，并要求255万美元的赔偿金。根据美国《1976年版权法》第203条，艺术家可以在35年后收回他们的录音权，前提是他们向当前唱片公司提供及时和适当的通知。该案件于2023年3月在法庭外达成和解。
2023年11月29日，乐队发布了他们第八张专辑《格拉斯哥之眼》的主打单曲《Jamcod》，该专辑于2024年3月22日发行。

## 流行文化
他们在《辛普森一家》第24季第22集《列车险情》中被提及。斯普林菲尔德的男人们正在帮助霍默为霍默和玛吉的周年纪念日恢复一列火车。蒂莫西·洛夫乔伊牧师正在读一本名为《耶稣与玛丽列车》（The Jesus and Mary Train）的书。升华乐队的歌曲《埃宾》（Ebin）的歌词中提到了耶稣与玛丽链。
他们的专辑《塞口糖》中的歌曲《就像蜜糖》在蘇菲亞·柯波拉电影《迷失东京》的终幕中使用。2000年发行的电影《失恋排行榜》中，专辑《塞口糖》被推荐给一名唱片店顾客，同时乐队被视作回声与兔人乐队的继承者。原声版的《品味辛迪》（Taste of Cindy）出现在格雷格·莫托拉2009年电影《搞事樂園》中。他们的专辑《甜蜜已逝》中的歌曲《敬畏》出现在1992年电影《宠物公墓2》中。《驱蛇者》（Snakedriver）出现在《乌鸦》中。《你为何想要我》（Why'd You Want Me）出现在1992年的保利·肖尔电影《恶魔洞人》中。在1995年电视剧《底部》的《恐怖》一集中，里奇（里克·梅尔饰）和艾迪（艾迪·埃德蒙森饰）与三名穿着恶魔服装的男孩打架的场景中可以看到乐队的海报。
乐队俏妞的死亡计程车在歌曲《我们看上去像巨人》中提到了他们的缩写J.A.M.C.，该曲收录于他们的第四张录音室专辑《跨大西洋》。吉米吃世界也在他们的第四张专辑《流血美国》中的歌曲《集权之歌》（The Authority Song）中提到了乐队和他们的第三张专辑《自动》。此外，耶稣与玛丽链在小腿乐队的第五张录音室专辑《心丝虫》中的歌曲《米尔登霍尔》（Mildenhall）中被提到。詹姆斯·默瑟在他在英格兰萨福克郡度过的时光中经常听到他们的音乐。歌曲《四月天》在AMC电视剧《行尸走肉》中的《斯特拉季瓦里乌斯》（Stradivarius）一集中出现。节目中的角色“耶稣”在一台唱片机上听到了这首歌。小妖精乐队翻唱了《迎头而上》，并将这首翻唱版本收录在他们的《幻想世界》专辑中。美国摇滚乐队Nudie Mag翻唱了《关于你》（About You）作为单曲发行。
在《黑镜》电视剧中的《瑞秋、洁柯和小艾希莉》一集中，杰克的房间里有一张来自专辑《伤害与喜悦》的海报。2006年电影《芒戈湖》中出现了专辑《我讨厌摇滚》的封面艺术海报。
乐队在《来自苏格兰的明信片》一书中有所提及，该书详细介绍了苏格兰20世纪80和90年代的独立音乐情景。

## 成员
现任成员
- 吉姆·里德（英语：Jim Reid） – 主唱、吉他、贝斯（1983–1999、2007年至今）
- 威廉·里德（英语：William Reid (musician)） – 吉他、贝斯、主唱（1983–1999、2007年至今）
- 马克·克罗泽（英语：Mark Crozer） – 节奏吉他（2007–2008、2012年）、贝斯（2013年至今）、伴唱（2007–2008、2012年至今）
- 斯科特·冯·赖珀（英语：The Black Ryder） – 吉他、伴唱（2015年至今）
- 贾斯汀·韦尔奇（英语：Justin Welch） – 鼓组（2021年至今）

过往成员
- 道格拉斯·哈特（英语：Douglas Hart） – 贝斯（1984–1991年）
- 默里·达格利什（英语：Murray Dalglish） – 鼓组（1984年）
- 博比·吉莱斯皮（英语：Bobby Gillespie） – 鼓组（1984–1986、2017年）
- 约翰·穆尔（英语：John Moore (British musician)） – 节奏吉他（1986–1987、2012年）、鼓组（1985–1986年）
- 马丁·休斯（Martin Hewes） – 鼓组（1986年）
- 詹姆斯·平克（James Pinker） – 鼓组（1986年）
- 戴夫·埃文斯（Dave Evans） – 节奏吉他（1987–1989年）
- 理查德·托马斯（Richard Thomas） – 鼓组（1988–1990年）
- 本·卢里（英语：Ben Lurie） – 节奏吉他、贝斯、管风琴（1989–1998年）
- 史蒂夫·蒙蒂（Steve Monti） – 鼓组（1990–1995年）
- 马修·帕金（Matthew Parkin） – 贝斯（1992年）
- 巴里·布莱克勒（Barry Blackler） – 鼓组（1992年）
- 尼克·桑德松（英语：Nick Sanderson (musician)） – 鼓组（1993–1998年；2008年去世）
- 林肯·方（Lincoln Fong） – 贝斯（1994–1995年）
- 杰夫·唐金（Geoff Donkin） – 鼓组（1998年）
- 菲尔·金（英语：Phil King (musician)） – 贝斯、节奏吉他（1998、2007–2015年）
- 洛兹·科尔伯特（英语：Loz Colbert） – 鼓组（2007–2008年）
- 布赖恩·扬（英语：Brian Young (drummer)） – 鼓组（2012–2021年）

## 音乐作品
- 《塞口糖（英语：Psychocandy）》（1985年）
- 《暗黑之地（英语：Darklands (album)）》（1987年）
- 《自动（英语：Automatic (The Jesus and Mary Chain album)）》（1989年）
- 《甜蜜已逝（英语：Honey's Dead）》（1992年）
- 《石化与废黜（英语：Stoned & Dethroned）》（1994年）
- 《芒基（英语：Munki）》（1998年）
- 《伤害与喜悦（英语：Damage and Joy）》（2017年）
- 《格拉斯哥之眼（英语：Glasgow Eyes）》（2024年）